# Roger De Cnijf
Roger De Cnijf (Leuven, 14 maart 1956) is een Belgisch voormalig professioneel wielrenner. Hij reed voor onder meer Boule d'Or, Lotto-Merckx en Transvemij. Zijn belangrijkste overwinning behaalde hij in zijn eerste jaar als prof, toen hij de vierde etappe in de Ronde van Spanje won. 

## Belangrijkste overwinningen
1978
- 3e etappe Ronde van Namen
- Eindklassement Ronde van Namen

1979
- 4e etappe Ronde van Spanje

1980
- 3e etappe Ronde van Duitsland
- 2e etappe Ronde van Mallorca

1986
- GP Dr. Eugeen Roggeman – Stekene

## Resultaten in voornaamste wedstrijden
| Jaar | Ronde van Italië | Ronde van Frankrijk | Ronde van Spanje |
| ---- | ---------------- | ------------------- | ---------------- |
| 1979 |                  |                     | opgave (1)       |
| 1980 |                  |                     |                  |
| 1981 |                  | 87e                 |                  |
| 1982 |                  | 93e                 |                  |
| 1983 |                  | opgave              |                  |
| 1984 |                  |                     |                  |

| Jaar | Milaan-San Remo | Gent-Wevelgem | Parijs-Roubaix | Amstel Gold Race | Luik-Bast.‑Luik | Brabantse Pijl | Parijs-Tours |
| ---- | --------------- | ------------- | -------------- | ---------------- | --------------- | -------------- | ------------ |
| 1979 |                 |               |                |                  | 19e             |                | 16e          |
| 1980 | 84e             |               |                | 39e              |                 |                |              |
| 1981 | 66e             | 121e          |                | 10e              |                 |                |              |
| 1982 |                 | 55e           |                | 13e              | 31e             |                |              |
| 1983 | 20e             | 22e           | 12e            |                  |                 | 8e             |              |
| 1984 |                 | 87e           | 42e            |                  | 77e             |                |              |